# التفسير البسيط
التفسير البسيط هو أحد أقدم الأعمال التفسيرية القرآنية الكلاسيكية الشاملة التفسيرية ألفها العالم الإسلامي الواحدي في القرن الحادي عشر. وهو أهم أعماله، وأكبر تفسيراته للقرآن الكريم على الإطلاق، ويتكون من 25 مجلداً.
يُصنف هذا الكتاب ضمن التفسير التحليلي. والسبب في ذلك أن الواحدي يدرس الآية آيةً آيةً، والمفردات مفردةً مفردةً، دراسة مستفيضة، معتمدًا على قواعد النحو والصرف واللغة بشكل عام فقط.

## الخلفية
بدأ العمل في كتاب البسيط، ففي مقدمته لهذا الكتاب يوضح أنه بدأ كتابته في وقت مبكر من حياته وبعد وفاة الثعلبي. وفي ملحقه بالبسيط يذكر أنه بدأ الكتابة في سنة 427/1035 وانتهى من العمل في 20 ربيع الأول 446/29 حزيران 1054؛ وبالتالي استغرق العمل ما يقرب من عقدين من الزمن (تسعة عشر عامًا على وجه التحديد).

## المنهجية
الثراء العلمي الذي يحتويه الكتاب، وخاصة في مجال اللغويات والنحو، حيث بدأ الواحدي كتابه منطلقًا من أن اللغة والنحو والأدب هي الركائز الأساسية لتفسير كتاب الله. وبعد أن أتقن تلك الأركان، بدأ يسخرها لخدمة التفسير؛ وذلك بتوضيح اللفظ القرآني، وبيان أصله، وذكر الأدلة على ذلك. وربط أيضًا الجانب التفسيري بالنحو، وذكر الجوانب البلاغية في النظام القرآني. لقد جاء الكتاب بمثابة موسوعة جمعت بين التفسير وفروع اللغة، وسخرت الأخيرة لخدمة الأولى. صحيح أن الواحدي قد انجرف في بعض تلك القضايا إلى حد اعتباره خروجًا عن ميدان التفسير، ولكن الكتاب يبقى مع ذلك هبة غزيرة في ميدان التفسير بعلم يعتمد على اللغة والنحو كأساس لفهم النص القرآني. ويحتل تفسير سورة البسيط مكانة علمية رفيعة في المكتبة القرآنية، ويعتبر مرجعًا مُهمًّا للمتخصصين في تفسير القرآن الكريم. ولكن لا يمكن الاستفادة من الكتاب إلا من العلماء وطلبة العلم الذين اكتسبوا القدرة على فهم بحوثه اللغوية والنحوية العميقة. وأما عامة القراء فإنهم مع هذا الكتاب كما وصفهم الواحدي "كمن يحاول أن يغلق الباب ففقد المفتاح"

## الإرث
إن الكتاب أول رفض واضح للإجابة التقليدية، والمنهج الموسوعي الذي طوره الطبري ثم الثعلبي. يُعد كتاب البسيط أول محاولة في التفسير لمعالجة الأزمة التي تواجه تفسير القرآن الكريم من خلال تقديم قراءة لغوية أكثر شمولًا. كان لهذا الأسلوب من التفسير تأثير كبير على العلماء اللاحقين مثل الزمخشري الذي يُعتبر كتابه "الكشاف" إعادة صياغة لتفسير البسيط. من أهم أهداف المدرسة التفسيرية النيشابورية تقديم تفسير أشعري متماسك لعقيدة القرآن الكريم في مقابل تفسير المعتزلة. وكان الثعلبي والواحدي أول المفسرين الذين استخدموا الكلام كوسيلة للجدل العقائدي ضد الفرق المعارضة الأخرى، ثم واصل الرازي عملهما مباشرة. ومن المعروف أيضًا أن تفسير الرازي الشهير "مفاتيح الغيب" كان يعتمد بشكل كبير على البسيط.

## الترجمات
- الواحدي (2013). أهداف ومنهج وسياقات تفسير القرآن الكريم (القرن الثاني/الثامن-التاسع/الخامس عشر) (بالإنجليزية: Aims, Methods and Contexts of Qur’ anic Exegesis (2nd/8th–9th/15th c.)). ترجمة: وليد صالح (باحث) (ط. الأولى). أكسفورد، إنجلترا: دار نشر جامعة أكسفورد. ISBN:9780199670642. مؤرشف من الأصل في 2024-11-30.

## طالع أيضًا
- تفسير الوسيط
- تفسير الوجيز
- قائمة أعمال التفسير
- قائمة الكتب السنية